# Tyler Hall (giocatore di football americano)
Tyler Hall (Hawthorne, 31 ottobre 1998) è un giocatore di football americano statunitense che milita nel ruolo di cornerback nella National Football League (NFL) e che è free agent. Al college ha giocato per Wyoming.

## Carriera Universitaria
Hall al college giocò per l'Università del Wyoming dal 2016 al 2019 con i Cowboys impegnati nella Mountain West Conference (MW) della Divisione I della Football Bowl Subdivision (FBS) della NCAA. Con i Cowboys Hall iniziò a giocare negli special teams e come kick returner, ritornando nella stagione 2017 due kickoff in touchdown da 97 e 95 yard, per poi passare a ricoprire il ruolo di cornerback titolare.
| 2016   | Wyoming | FBS Div. I | MW     | 7  | 0  | 1   | 1  | 0  | 0,0 | 0 | 0 | 0  | 0  | 0 |
| 2017   | Wyoming | FBS Div. I | MW     | 12 | 5  | 30  | 19 | 11 | 0,0 | 2 | 2 | 15 | 97 | 2 |
| 2018   | Wyoming | FBS Div. I | MW     | 11 | 11 | 39  | 28 | 11 | 0,0 | 1 | 1 | 5  | 28 | 0 |
| 2019   | Wyoming | FBS Div. I | MW     | 12 | 12 | 37  | 26 | 11 | 0,0 | 1 | 1 | 8  | 58 | 0 |
| Totale | Totale  | Totale     | Totale | 42 | 28 | 107 | 74 | 33 | 0,0 | 4 | 4 | 28 | 97 | 2 |

Fonte: Football Database
In grassetto i record personali in carriera

## Carriera

### Atlanta Falcons
Hall firmò con gli Atlanta Falcons dopo non essere stato scelto nel Draft NFL 2020. Fu svincolato il 5 settembre e rifirmò con la squadra di allenamento il giorno successivo. Fu promosso nel roster attivo il 26 settembre e il 10 ottobre, per le gare delle settimane 3 e 5 contro i Chicago Bears e i Carolina Panthers, e tornò nella squadra di allenamento dopo ogni partita. Fece il suo debutto nella NFL contro i Bears, giocando 17 snap negli special team. Fu promosso nel roster attivo il 13 ottobre. Hall firmò un nuovo contratto con i Falcons l'11 marzo 2021. Fu svincolato il 9 agosto 2021.

### Los Angeles Rams
Il 10 agosto 2021 Hall firmò con i Los Angeles Rams. Fu svincolato il 31 agosto 2021 e rifirmò per la squadra di allenamento il giorno successivo. A fine stagione vinse il Super Bowl LVI da inattivo quando i Rams batterono i Cincinnati Bengals. Il 15 febbraio 2022 Hall firmò un nuovo contratto con i Rams. Hall non riuscì a rientrare nel roster attivo iniziale per la nuova stagione e fu svincolato il 30 agosto 2022 e inserito nella lista degli infortunati. Il 6 settembre 2022 Hall fu svincolato dai Rams.

### Las Vegas Raiders
L'11 ottobre 2022 Hall firmò per la squadra di allenamento dei Las Vegas Raiders. Elevato nel roster attivo per la gara della settimana 11 contro i Denver Broncos, placcò il quarterback avversario Russell Wilson nella parta finale dell'ultimo quarto di gara, contribuendo alla rimonta dei Raiders che raggiunsero poi la vittoria per 22-16 ai tempi supplementari contro i rivali di division. Nella gara del turno successivo, la vittoria 40-34 sempre ai tempi supplementari contro i Seattle Seahawks, Hall fu nuovamente elevato nel roster attivo e giocò la sua prima partita da titolare nella NFL. Il 28 novembre 2022 Hall firmò per il roster attivo dei Raiders.  Concluse la stagione con 7 presenze, di cui 3 da titolare.
Nella stagione successiva, al termine della fase di preparazione estiva, Hall non rientrò nel roster attivo dei Raiders e il 29 agosto 2023 fu svincolato per poi essere aggiunto alla squadra di allenamento il giorno dopo. Il 18 ottobre 2023, dopo essere stato elevato  per le gare di settimana 4, 5 e 6 partendo da titolare nelle ultime due, fu promosso stabilmente nel roster attivo. Concluse la stagione con 20 tackle in 11 presenze, con tre da titolare.

### Philadelphia Eagles
Il 21 marzo 2024 Hall firmò un contratto annuale con i Philadelphia Eagles. Il 17 agosto 2024, durante la fase di preparazione alla nuova stagione, Hall fu inserito in lista riserve/infortunati, non potendo così più giocare in stagione con gli Eagles. Fu svincolato il 21 agosto 2024, potendo quindi, una volta rimessosi dall'infortunio, giocare per un'altra franchigia già in stagione.

## Palmarès
- Super Bowl : 1

Los Angeles Rams: LVI
- National Football Conference Championship: 1

Los Angeles Rams: 2021

## Statistiche

### Stagione regolare
| Stagione | Stagione | Stagione | Stagione | Difesa  | Difesa  | Difesa  | Difesa | Difesa | Difesa  | Difesa  |
| Anno     | Squadra  | P        | PT       | T. tot. | T. sol. | T. ass. | Sack   | Int.   | P. Dev. | Fmb. F. |
| -------- | -------- | -------- | -------- | ------- | ------- | ------- | ------ | ------ | ------- | ------- |
| 2020     | ATL      | 9        | 0        | 6       | 4       | 2       | 0,0    | 0      | 0       | 0       |
| 2021     | LAR      | 3        | 0        | 0       | 0       | 0       | 0,0    | 0      | 0       | 0       |
| 2022     | LV       | 7        | 3        | 20      | 12      | 8       | 1,0    | 0      | 0       | 0       |
| 2023     | LV       | 11       | 3        | 20      | 16      | 4       | 0,0    | 0      | 0       | 0       |
| Totale   | Totale   | 30       | 6        | 46      | 32      | 14      | 1,0    | 0      | 0       | 0       |

Fonte: Football DB
In grassetto i record personali in carriera — Statistiche aggiornate alla stagione 2023